# Gary Gardner
Gary Gardner (Solihull, 26 giugno 1992) è un calciatore inglese, centrocampista del Cambridge Utd.
Ha anche un fratello più grande Craig Gardner, anch'egli calciatore.

## Carriera

### Club
Ha giocato nella prima e nella seconda divisione inglese.

### Nazionale
Ha giocato nelle nazionali giovanili inglesi Under-17 ed Under-19.
Ha partecipato ai Mondiali Under-20 del 2009.
Ha esordito in nazionale Under-21 nella partita di qualificazione agli Europei 2013 vinta per 2-1 in casa della Norvegia.